# Athyrium lobulosoimpolitum
Athyrium lobulosoimpolitum är en majbräkenväxtart som beskrevs av Fraser-jenk. Athyrium lobulosoimpolitum ingår i släktet Athyrium och familjen Athyriaceae. Inga underarter finns listade.